# 로키산메뚜기
로키산메뚜기(Rocky Mountain locust, 학명:Melanoplus spretus)는 메뚜기목 메뚜기과에 속하는 메뚜기이다. 지금은 절멸된 종으로서 전체적인 몸길이가 25~30mm이였던 평범한 메뚜기에 속했던 종이다.

## 설명
로키산메뚜기는 멸종된 메뚜기 종으로 미국 서부와 캐나다의 일부 서부 지역에 분포하며 19세기 말까지 많은 수가 목격되었다. 목격담은 종종 다른 어떤 메뚜기 종보다도 훨씬 더 많은 수의 메뚜기 떼를 두었는데 1875년에 한 유명한 목격담으론 크기가 198,000 평방 마일 (510,0002 km)이고 무게가 2,750만 톤이고 추측상으로는 동물들의 가장 큰 집단인 약 12.5조 마리의 곤충들로 구성되어 있다. 기네스북에 따르면 안타깝게도 엄청난 개체수를 자랑하던 로키산메뚜기는 30년도 채 지나지 않아 그 종은 분명히 멸종되었다. 살아있는 표본이 마지막으로 목격된 것은 1902년에 캐나다 남부에서였다. 그렇게 어디에나 존재하는 생명체가 멸종할 것으로 예상되지 않았기 때문에 아주 적은 수의 샘플이 수집되었다. (비록 와이오밍 주 나이프 포인트 빙하와 몬태나 주 글라스호퍼 빙하에서 보존된 몇 개의 유적이 발견되었다.) 이 종의 이름은 B.D.에 의해서 1866년에 라틴어 이항인 카롭테누스 스프레투스(Caloptenus spretus)와 함께 공식적으로 출판되었다. 미스터 울러에 의해 명명된 월시는 설명 없이 "스프레투스라는 이름은 '불명예'를 의미하며, 곤충학자들이 지금까지 경멸하거나 간과해 온 것을 분명히 언급하고 있다"고 덧붙였다. 월시는 암컷 날개 길이뿐만 아니라 생물학, 생태학, 방제의 일부 측면을 제외하고 그 종에 대한 설명을 제공하지 않는다. 몇몇 곤충학자들은 이항 카롭테누스 스프레투스(Caloptenus spretus)에 대한 권한을 C로 돌린다. 이는 곤충학 중에 하나인 토마스에 의하여 정해졌다. 하지만 우선순위의 원칙에서는 실패한다. 멜라노플러스속에서의 치료는 1878년에 S. H. 스커더에 의해 출판되었다. 스커더는 칼롭테누스속과 멜라노플러스속의 철자가 더 정확하다고 지적했다. 이 종은 로키산맥에서 대초원으로 대량으로 내려온 것으로 보고되고 있으며 특히 건조한 계절에는 서쪽의 풍류를 따라 내려온 것으로 알려져 있다. 발병은 보통 2년 연속 지속되었다. 대초원에는 몇 년 동안 많은 알을 낳았지만 이 알에서 부화한 개체들은 대개 번성하지 못했는데 이는 이 종이 대초원 서식지에 적응하지 못했기 때문이다. 박물관에서 얻은 표본과 냉동 빙하 퇴적물에 보존된 조각에서 미토콘드리아 DNA를 사용한 2004년의 분자 계통학 연구는 멜라노플러스속에서의 위치 및 종으로서의 구별성을 확인했다.(현존 종의 이동 형태가 아니다.) 그것은 또한 이전에 추정되었던 것과 같이 가장 가까운 살아있는 친척이 멜라노플러스 상귀니페스가 아닌 멜라노플러스 브루네리라고 정확히 확인했다. 로키산메뚜기는 로키산맥의 양쪽과 대부분의 초원 지역에서 발생했다. 모래밭에서 번식하고 덥고 건조한 환경에서 번식하기 때문에 건조기에 키가 큰 풀밭 식물에 의존했을 가능성이 있다는 가설이 있다. 대초원 서식지의 파괴와 새로운 동식물의 침입, 그리고 농업 관행은 대초원 서식지의 멸종을 이끈 것으로 보인다. 로키산맥의 얼음에 파묻힌 수많은 로키산메뚜기들을 포함한 많은 메뚜기들이 그라스호퍼 빙하라는 이름을 붙였다. 로키마운틴메뚜기들은 1743년부터 1756년까지 메인 주와 1797년부터 1798년까지 버몬트 주에서 농장 피해를 입혔다. 메뚜기들은 19세기에 메뚜기들이 선호하는 서식지로 농업이 서쪽으로 확장되면서 더욱 문제가 되었다. 1828년, 1838년, 1846년, 1855년에 다양한 심각도의 발병이 발생하면서 서부 전역에 영향을 미쳤다.전염병이 1856년-1857년과 1865년에 미네소타를 방문했고, 네브라스카는 1856년-1874년의 사이에 반복적으로 감염을 겪었다. 마지막 로키산 메뚜기 떼는 1873년에서 1877년의 사이에 콜로라도, 캔자스, 미네소타, 미주리, 네브라스카 그리고 다른 주에서 메뚜기 떼가 2억 달러의 농작물 피해를 입혔다. 한 농부는 메뚜기떼가 "증기처럼 태양을 가리는 눈보라 같은 거대한 흰 구름 같았다"고 보고했다. 메뚜기들은 풀과 귀중한 농작물뿐만 아니라 가죽, 나무, 양의 털, 그리고 극단적인 경우 사람들의 등에 있는 옷까지도 먹어 치웠다. 심지어 많은 메뚜기떼가 철로를 덮쳐 미끄러지면서 열차가 멈춰 서기도 했다. 떼가 악화되자 농부들은 화약, 불(때로는 가능한 많은 메뚜기를 태우기 위해 참호를 파기도 한다.)을 사용하여 메뚜기를 액체의 독이나 연료가 담긴 냄비에 떨어뜨려 진공 클리어에 빨아들이게 하는 방패가 달린 쟁기 장치인 "호퍼도저"로 그들을 때렸다. 괴짜 같은 작물들이지만 이 모든 것들은 결국 무리를 막는 데 효과적이지 못했다. 미주리 곤충학자 찰스 발렌타인 라일리는 소금과 후추로 양념하고 버터로 튀긴 메뚜기 요리법을 생각해냈다. 레시피는 팔렸지만 어떤 사람들은 "그 끔찍한 생물들을 먹느니 차라리 굶어죽을 것"이라고 말했다. 농부들은 마침내 무리들의 파괴에 대해 강력하게 대응했다. 1877년에 네브라스카 법은 16세에서 60세 사이의 사람은 부화 시 메뚜기를 없애기 위해 최소 이틀을 일해야 하며 그렇지 않으면 10달러의 벌금을 내야 한다고 말했다. 같은 해 미주리는 3월에 채취한 메뚜기에게 1부셸, 4월에 50센트, 5월에 25센트, 6월에 10센트의 현상금을 내걸었다. 다른 대초원 주들도 비슷한 현상금을 내걸었다. 1880년대에 농부들은 메뚜기 피해로부터 충분히 회복되어 오하이오 홍수 피해자들에게 옥수수 한 다발을 보낼 수 있었다. 그들은 또한 메뚜기들이 이주하기 전에 초여름에 숙성된 겨울 밀과 같은 탄력 있는 작물로 전환했다. 이러한 새로운 농업 관행은 메뚜기의 위협을 효과적으로 감소시켰고 메뚜기 종의 멸종에 크게 기여했다. 정착민들에 의한 경작과 관개뿐만 아니라 로키산맥의 하천과 강 근처에서 소와 다른 농장 동물들에 의해 짓밟힌 것이 그들이 영구적으로 살았던 지역의 알을 파괴하고 결국 그들의 죽음을 초래했다는 가설이 있다. 예를 들어 이 시대의 보고에 따르면 농부들이 쟁기질, 작살, 홍수로서 : 11–12 중에 평방 인치 당 150개 이상의 달걀 케이스를 죽였다고 한다. 이런 종들이고 재생산되는 초원에 일시적으로 분봉만으로 수년 동안 각 세대는 기존의 것보다 이것 종의 영구적인 번식지 지역에 3, 3,000평방 마일 사이 어딘가 제한될 것이 더 로키산맥에서 몰려 들 작은과 함께 살게 나타났다. 의정착민들에 의해 착취된 경작지와 목축지와 일치하는 로키산맥의 하천과 강 근처의 모래 토양이다. 메뚜기는 메뚜기 개체군이 높은 밀도에 도달했을 때 나타나는 메뚜기의 한 형태이기 때문에 메뚜기는 멸종하지 않을 수도 있고 적절한 환경 조건 하에서 로키산 메뚜기 개체들이 "고독 단계"로 변할 수도 있다는 이론이 제기되었다. G 고밀도 환경에서 많은 메뚜기 종들은 유명한 곤충을 불러들이는데 실패했다. 멜라노플러스 스프레투스가 다른 종이라는 지위는 2004년에 북미종인 멜라노플러스속의 DNA 분석을 통해 확인되었다. 2014년에 국제자연보전연맹(IUCN)은 멜라노플러스 스파레투스가 공식적으로 멸종했다고 발표했다. 미네소타 콜드 스프링에 있는 그라스호퍼 채플은 1877년에 이주한 독일의 가톨릭 농부들에 의해 설립되었는데 이는 1870년대부터 발생한 미래의 메뚜기 피해를 막기 위한 것으로 추정된다. 농부들의 후원자인 성 마그누스 축제는 9월 6일 베짱이의 날로 바뀌었다. 1870년대에 로키산메뚜기들이 만들어낸 황폐화에 대한 허구적인 묘사는 로라 잉걸스 와일더의 1937년 소설 '플럼 강둑에서'에서 찾을 수 있다. 그녀의 묘사는 메뚜기들이 그녀의 가족의 밀 작물을 파괴했을 때 1874년과 1875년의 여름 동안 미네소타 서부에서 있었던 실제 사건들에 바탕을 두고 있다. 메뚜기의 파괴에 대한 또 다른 생생한 묘사는 올레 에르바르트 뢰르바그의 "지구에서의 거인"에서 찾을 수 있는데 부분적으로 그의 경험과 그의 처가의 경험에 기초한다.

## 같이 보기
- 곤충
- 메뚜기
- 절멸한 동물 목록